# نتروزامين

بنية مجموعة نتروزامين الوظيفية.

نتروزامين هي مجموعة وظيفية في الكيمياء العضوية لها الصيغة الكيميائية العامة R1N(-R2)-N=O، بحيث تكون مجموعة نتروزو مرتبطة إلى مجموعة أمين.
تعد مركبات النتروزامين من المركبات الكيميائية المسرطنة. 

## التحضير
تحضر مركبات النتروزامين بتأثير العوامل المنترزة (القادرة على إضافة مجموعة نتروزو) إلى الأمينات مثل حمض النتروز وثنائي أكسيد النتروجين، وذلك في شروط حمضية فقط.
عند وجود حمض النتروز في وسط حمضي يتفاعل مع بروتون ليعطي كاتيون النتروزيل (+NO)، والذي يتفاعل مع الأمين ليعطي النتروزامينات الموافقة. 
{\displaystyle \mathrm {HNO_{2}+H^{+}\ \rightleftharpoons H_{2}O+NO^{+}} }
{\displaystyle \mathrm {R_{2}NH+NO^{+}\rightarrow R_{2}N{\mathord {-}}NO+\mathrm {H} ^{+}} }
يمكن أن تتشكل مركبات النتروزامين في الهواء بتفاعل كيميائي ضوئي من أثر أكاسيد النتروجين، كما أن الاحتراق غير الكامل لمركبات النتروجين يمكن أن يؤدي إلى تشكيل النتروزامينات. بالإضافة إلى ذلك يمكن أن يحدث تفاعل التشكل داخل جسم الإنسان، وذلك في الوسط الحمضي للمعدة في حال توفر المواد الأولية.

## الخصائص
- تكون مركبات النتروزامين في الشروط العادية من الضغط ودرجة الحرارة إما على شكل سائل أو صلب حسب الوزن الجزيئي لها.
- بسبب وجود مجموعة N−N=O في هذه المركبات فإن لها انحلالية جيدة في الماء وباقي المذيبات العضوية.
- تتراوح كثافة هذه المركبات بين 0.9 - 1.2 غ/سم3.

## الوفرة
يمكن أن تصدف مركبات النتروزامين في العديد من المركبات الطبيعية أو الصناعية المنشأ.